# Burn (딥 퍼플의 음반)
《Burn》은 1974년 2월 15일에 발매된 영국의 하드 록 밴드 딥 퍼플의 여덟 번째 스튜디오 음반으로, 보컬로는 당시 무명의 데이비드 커버데일이, 베이스와 보컬로는 트라페즈의 글렌 휴즈가 처음으로 참여했다.

## 녹음
이 음반은 1973년 11월, 스위스 몽트뢰에서 롤링 스톤스 이동식 스튜디오와 함께 녹음되었다. 데이비드 커버데일과 글렌 휴즈가 합류하면서 딥 퍼플의 하드 록 사운드는 부기 지향적이 되었고, 후속 음반인 《Stormbringer》에서 훨씬 더 두드러지게 될 솔과 펑크의 요소들을 통합했다.
휴즈는 작곡에 참여했지만, 계약 기간이 만료되지 않아 공로를 인정받지 못했다. 그러나 이 음반의 30주년 기념판은 〈Sail Away〉, 〈Mistrated〉, 〈'A' 200〉, 보너스 트랙 〈Coronarias Redig〉를 제외한 모든 트랙의 크레딧에 휴즈가 포함되었다.

## 발매 및 평가
| 평가 점수                | 평가 점수      |
| 출처                     | 점수           |
| ------------------------ | -------------- |
| AllMusic                 | [ 2 ]          |
| Blogcritics              | (favourable)   |
| Christgau's Record Guide | C+             |
| Rolling Stone            | (unfavourable) |

《Burn》은 영국 음반 차트 3위, 미국 빌보드 200에서 9위, 유럽 4개국에서 1위를 기록했다.
2004년 번은 리마스터되어 보너스 트랙과 함께 발매되었다. 〈Coronarias Redig〉는 번 녹음 세션 동안 녹음되었으며, 1974년 〈Might Just Take Your Life〉의 B-사이드로만 사용되었다. 기념일 에디션 재발매 시 보너스 트랙 (리믹스된 형태)으로 나타난다. 《Burn》의 2004년 리믹스 버전은 후에 《기타 히어로: 워리어스 오브 락》에 사용되었다.
3월 4일 발매된 리드 싱글 〈Might Just Take Your Life〉는 딥 퍼플의 2년 만의 영국 싱글이다.

## 곡 목록
모든 곡들은 특별한 언급이 없는 한 리치 블랙모어, 데이비드 커버데일, 존 로드 그리고 이언 페이스에 의해 작사/작곡하였다.
| #  | 제목                          | 작사·작곡          | 재생 시간 |
| -- | ----------------------------- | ------------------ | --------- |
| 1. | 〈Burn〉                      |                    | 6:00      |
| 2. | 〈Might Just Take Your Life〉 |                    | 4:36      |
| 3. | 〈Lay Down, Stay Down〉       |                    | 4:15      |
| 4. | 〈Sail Away〉                 | 블랙모어, 커버데일 | 5:48      |

| #  | 제목                     | 작사·작곡              | 재생 시간 |
| -- | ------------------------ | ---------------------- | --------- |
| 1. | 〈You Fool No One〉      |                        | 4:47      |
| 2. | 〈What's Goin' On Here〉 |                        | 4:55      |
| 3. | 〈Mistreated〉           | 블랙모어, 커버데일     | 7:25      |
| 4. | 〈'A' 200〉              | 블랙모어, 로드, 페이스 | 3:51      |

## 인증
| 국가                                                  | 인증 | 판매량/출하량 |
| ----------------------------------------------------- | ---- | ------------- |
| 프랑스 (SNEP)                                         | 골드 | 100,000*      |
| 독일 (BVMI)                                           | 골드 | 150,000       |
| 스웨덴 (GLF)                                          | 골드 | 50,000^       |
| 영국 (BPI)                                            | 골드 | 100,000^      |
| 미국 (RIAA)                                           | 골드 | 500,000^      |
| *판매량을 기반으로 한 인증 ^출하량을 기반으로 한 인증 |      |               |